# The Resident Patient (album)
The Resident Patient – mixtape amerykańskiego rapera Inspectah Deck wydany 25 lipca 2006 roku nakładem wytwórni Urban Icon Records.

## Lista utworów
| Nr  | Tytuł utworu                                             | Producent           | Długość |
| --- | -------------------------------------------------------- | ------------------- | ------- |
| 1.  | „Sound Of The Slums” (gościnnie Masta Killa)             | Concrete Beats      | 2:05    |
| 2.  | „C.R.E.E.P.S.”                                           | Mondee              | 2:54    |
| 3.  | „What They Want”                                         | Mondee              | 2:25    |
| 4.  | „Get Ya Weight Up”                                       | Inspectah Deck      | 3:15    |
| 5.  | „Interlude I”                                            |                     | 0:08    |
| 6.  | „It's Not A Game” (gościnnie House Gang, Suga Bang Bang) | Mondee              | 3:30    |
| 7.  | „Interlude II”                                           |                     | 0:12    |
| 8.  | „My Style”                                               | Inspectah Deck      | 2:17    |
| 9.  | „All I Want Is Mine”                                     | Mondee              | 3:38    |
| 10. | „A Lil Story”                                            | Cilvaringz          | 3:08    |
| 11. | „Get Down Wit Me”                                        | Cilvaringz          | 2:39    |
| 12. | „I.O.U.”                                                 | Flowers Productions | 2:26    |
| 13. | „No Love” (gościnnie Carlton Fisk, Chico DeBarge)        | The Marksmen        | 4:24    |
| 14. | „Grits - Freestyle”                                      | Live Son            | 1:35    |
| 15. | „Do My Thang”                                            | Psycho Les          | 2:48    |
| 16. | „Handle That” (gościnnie, U-God, Hue Hefna)              | Mondee              | 3:29    |
| 17. | „Animal Rights” (gościnnie House Gang)                   | The Marksmen        | 4:07    |
| 18. | „H.G. Is My Life”                                        | Live Son            | 4:14    |
|     |                                                          |                     | 49:14   |